# Paolo Schiavon
Paolo Schiavon (Terranegra, Pádua, 1 de setembro de 1939) é um clérigo italiano e bispo auxiliar emérito em Roma.
Paolo Schiavon foi ordenado sacerdote em 17 de março de 1962.
Em 18 de julho de 2002, o Papa João Paulo II o nomeou bispo auxiliar em Roma e bispo titular de Trebia. O Cardeal Vigário e Arcipreste da Basílica de Latrão, Camillo Ruini, o consagrou em 21 de setembro do mesmo ano; Os co-consagradores foram Dom Cesare Nosiglia, Bispo Auxiliar de Roma, e Antonio Mattiazzo, Arcebispo ad personam e Bispo de Pádua.
Em 6 de março de 2015, o Papa Francisco aceitou sua aposentadoria por motivos de idade.